# Kashmir (группа)
Kashmir (с англ. — «Кашмир») — датская альтернативная рок-группа, которая была образована в Копенгагене в 1991 году. В состав группы входят Каспер Ейструп (вокал), Мадс Тунебьерг (бас-гитара), Асгер Техау (барабаны) и Генрик Лидстранд (клавишные).

## История
Весной 1991 года Ейструп, Тунебьерг и Техау основали собственную рок-группу и назвали её Nirvana. Когда известная одноименная рок-группа стала приобретать популярность, они переименовали себя в честь песни британской рок-группы Led Zeppelin Kashmir с альбома Physical Graffiti.
В 1993 году они заняли второе место на фестивале «DM i Rock» (после группы Dizzy Mizz Lizzy), после чего впоследствии они стали очень популярными в Дании.
В 2000 году они выиграли 6 датских музыкальных премий (Danish Music Awards) по направлениям: лучшая датская группа, лучший датский альбом, лучший датский песенник, лучший датский рок-альбом (за альбом The Good Life), лучший датский продюсер и лучший датский видеоклип.
В 2001 году к группе присоединился Генрик Лидстранд, который играет на клавишных.
В 2004 году группа выиграла 4 датские музыкальные премии по следующим направлениям: лучшая датская группа, лучший датский альбом (за альбом Zitilites), лучший датский видеоклип и лучший датский кавер.

## Дискография

### Студийные альбомы
- Travelogue (1994)
- Cruzential (1996)
- The Good Life (1999)
- Home Dead (2000)
- Zitilites (2003)
- No Balance Palace (2005)
- Trespassers (2010)
- Katalogue (2011)
- E. A. R (2013)

### Мини-альбомы
- Travelogue: The Epilogue (1995)
- Stand EP (1997)
- Mom In Love, Daddy In Espace EP (1999)
- Graceland EP (1999)
- Home Dead (2001)
- Surfing The Warm Industry EP (2003)
- Rocket Brothers EP (2003)
- A Selection Of Two Lies EP (2003)
- The Cynic EP (2005)
- Extraordinaire EP (2010)

### DVD
- Rocket Brothers (2004)
- Aftermath (2005)

## Ссылка
- Официальный веб-сайт группы  (англ.)
- Страница группы на MySpace  (англ.)
- Фан-сайт группы  (англ.)